# Martín Garatuza
Martín Garatuza é uma telenovela mexicana, produzida pela Televisa e exibida em 1986 pelo El Canal de las Estrellas.
Foi protagonizada por Manuel Landeta e Cecilia Toussaint, co-protagonizada por Eduardo Capetillo e Cecilia Tijerina, com atuações estrelares de Rita Guerrero e Mariana Levy, e antagonizada por Julieta Egurrola, Raquel Olmedo, Claudio Báez, Alonso Echánove, Surya MacGregor, Óscar Traven e Alberto Estrella.

## Sinopse
A história começa em 1615, quando a esposa de Martín Garatuza morre em um incendio provocado. Anselmo o leproso resgata a Román, filho de Martín, do incendio. Ao chegar Martín, jura um dia vingar a morte de sua esposa. Martín é amigo e aliado de Fernando de Quesada e César de Villaclara.
O vilão principal é Pedro de Alvarado, quem é descrito como 'o homem mais rico e poderoso da Nova Espanha'. Outros vilões incluem seu socio e cúmplice Alonso de Rivera , o mercenário Ahuizote , a aristocrata Princesa de Éboli , a bela Luisa , a bruxa Sarmiento e o alquimista Carlos de Arellano.
Fernando e Beatriz se apaixonam, ante a oposição do irmão dela, Alonso. Ele deseja que Beatriz se case com Pedro de Alvarado, mas eventualmente o amor de Fernando e Beatriz triunfa; se casam e tem uma filha, Lucia.
Blanca é sobrinha de Pedro, e herdeira de uma fortuna que seu tio deseja lhe tirar. Ela se apaixona de Cesar, mas Pedro conspira contra eles e a mete num convento. Eventualmente, é acusada de heresia e arrastada pela Inquisição. Todos acreditam que morreu. César vai embora do México. Mas Blanca não morreu, só perdeu a razão.
Os anos passam e Román e Lucía crescem, se conhecem e se apaixonam. Martín descobre o segredo do misterioso e solitário espadachín Antonio. Na realidade é uma mulher chamada Catalina (.
Blanca recupera a razão. Alonso tenta se casar com Blanca para lhe roubar a fortuna, a espaldas de Pedro. Eventualmente, Blanca é capturada por Pedro, quem está disposto a matar-la quando chega Alonso. Enquanto Pedro e Alonso discutem, chegam os heróis a resgatar a Blanca. Alonso foge com Blanca. Antonio persegue a Alonso e ao alcançá-lo, brigam. Alonso cai em um barranco e morre.
Antes de ser executado, Carlos de Arellano chama a Martín e lhe revela que o assassino de sua esposa foi Anselmo. Martín confronta a Anselmo, quem aceita dizer entrado a roubar a sua casa, iniciando o incendio por acidente. Martín lhe perdoa a vida, porque durante os anos Anselmo lhe ajudou e, sobre tudo, porque salvou a Román do incendio.
A familia de Quesada (Fernando, Beatriz y Lucía), acompanhados por Blanca e escoltados por Martín, Román e Antonio, partem rumo a Querétaro. Ao chegar, Román e Lucía se casam.
No caminho são vítimas da emboscada planejada por Pedro. Um disparo mata a Antonio, e Ahuizote mata a Lucia. Tanto Lucia como Antonio conseguem  despedir-se dos homens que amam, Román y Martín, respectivamente.
Em San Juan del Río, Román conhece a César, quem o convida a unir-se à tripulação de um barco rumo a Filipinas. Na conversa, Román descobre que César era apaixonado por Blanca, e César descobre que Blanca está viva. César e Blanca se reencontram.
Martín cavalga até o horizonte, esperando que novas aventuras lhe façam esquecer o passado.

## Elenco
- Manuel Landeta - Martín Garatuza
- Mariana Levy - Beatriz de Rivera
- Eduardo Capetillo - Román Garatuza
- Julieta Egurrola - Bruja Sarmiento
- Claudio Báez - Pedro de Mejía
- Alonso Echánove - El Ahuizote
- Oscar Traven - Alonso de Rivera
- Cecilia Toussaint - Antonio
- Cecilia Tijerina - Lucía de Rivera
- Rafael Rojas - César de Villaclara
- Rita Guerrero - Blanca de Mejía
- Álvaro Cerviño - Fernando de Quesada
- Surya MacGregor - Luisa Pérez de Varaiz
- Alberto Estrella - Carlos de Arellano
- Héctor Álvarez - Guillén
- Raquel Olmedo - Princesa de Eboli
- Lupita Sandoval - Andrea
- Antonio Serrano - Teodoro
- Leonor Llausás - Cleofas
- Maripaz García - Lucrecia
- Jaime Vega - Anselmo
- Álvaro Guerrero - Santillana
- Javier Díaz Dueñas - Virrey

## Prêmios e Indicações

### Prêmio TVyNovelas de 1987
| Categoria                | Nomeado(a)      | Resultado |
| ------------------------ | --------------- | --------- |
| Melhor ator protagonista | Manuel Landeta  | Nomeado   |
| Melhor primeira atriz    | Surya MacGregor | Nominada  |